# Beta Pictoris b
Beta Pictoris b (β Pic b) – planeta pozasłoneczna okrążająca gwiazdę Beta Pictoris położoną w gwiazdozbiorze Malarza. Została zaobserwowana bezpośrednio przez teleskopy.

## Nazwa
Nazwa planety pochodzi od nazwy gwiazdy centralnej układu, w którym się znajduje – Beta Pictoris, litera „b” oznacza, że jest to pierwsza odkryta planeta w tym układzie.

## Odkrycie
Gwiazda Beta Pictoris była wielokrotnie obserwowana od odkrycia wokół niej dysku pyłowego w latach 80. XX wieku przez satelitę IRAS. Obserwacje prowadzone przez Europejskie Obserwatorium Południowe przy pomocy zespołu teleskopów Very Large Telescope w Chile z zastosowaniem optyki adaptatywnej w 2003 roku umożliwiły zaobserwowanie wewnątrz dysku pyłowego słabego obiektu. Jednakże nie można było wykluczyć, że jest to gwiazda znajdująca się w tle. Na zdjęciach wykonanych w 2008 roku i wiosną 2009 obiektu nie znaleziono; dopiero zdjęcia wykonane w listopadzie 2009 pozwoliły odnaleźć ten sam obiekt, jednak znajdujący się po drugiej stronie gwiazdy, co potwierdziło, że jest to planeta. Beta Pictoris b była jedną z pierwszych planet pozasłonecznych, które zostały bezpośrednio sfotografowane.
Wcześniejsze obserwacje tego układu wskazywały, że dysk pyłowy jest w pewnym stopniu zdeformowany oraz dostrzeżono komety spadające na gwiazdę Beta Pictoris. Wnioski wskazywały na obecność masywnej planety w układzie, co potwierdziły przeprowadzone obserwacje.

## Charakterystyka

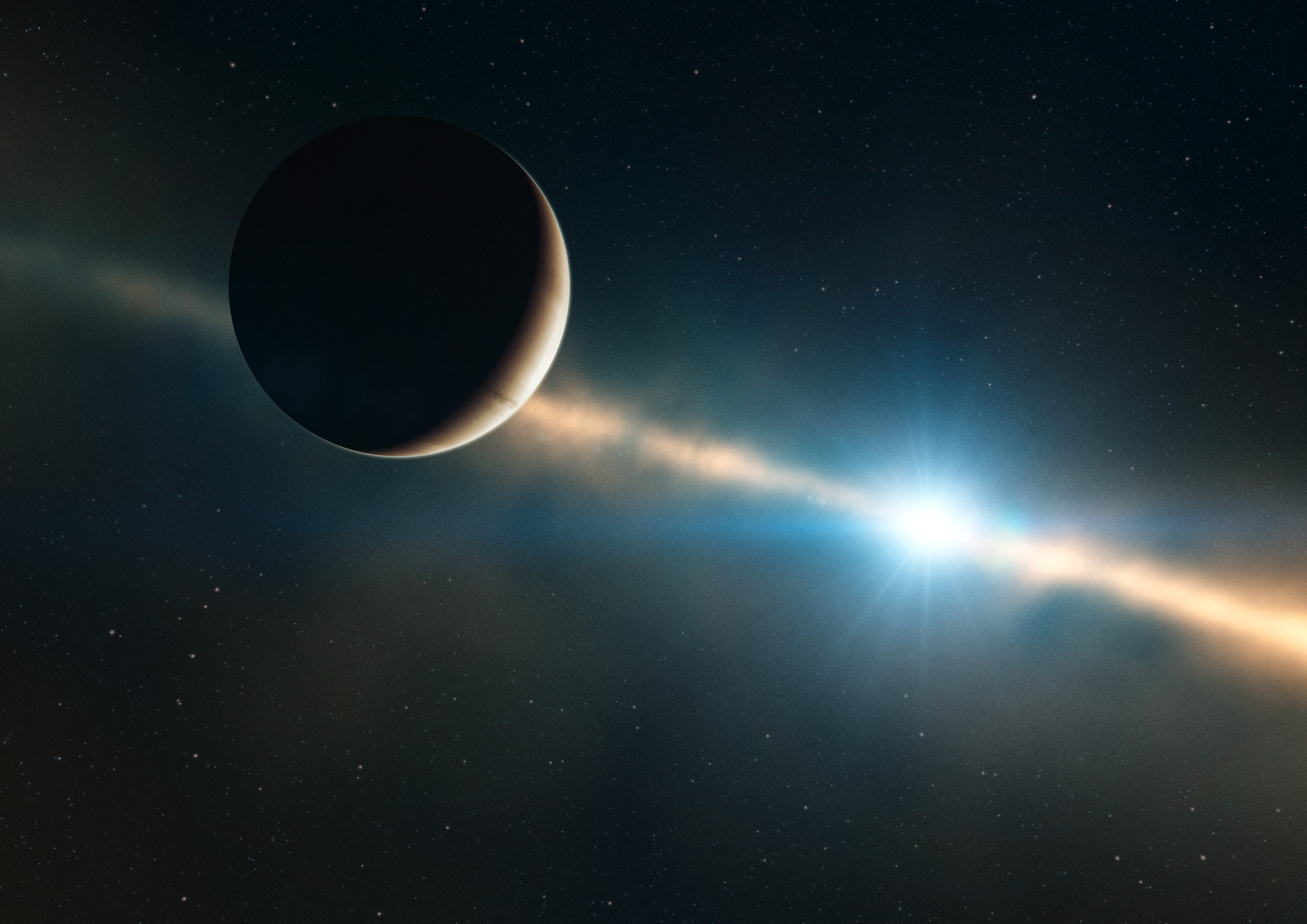
Wizja artystyczna planety Beta Pictoris b (ESO)

Masa planety Beta Pictoris b została oszacowana na około 8 mas Jowisza, co w połączeniu z pozycją planety tłumaczy obserwowane odkształcenie dysku pyłowego. Promień planety obliczany jest na około 1,65 ± 0,06 promienia Jowisza (jest około szesnaście razy większa od Ziemi i ma prawie 3000 razy większą masę).
Planeta okrąża swoją macierzystą gwiazdę w odległości około 9 jednostek astronomicznych z okresem obiegu ocenianym na 20,5 roku. Wiek gwiazdy szacowany jest na około 20 milionów lat. Niewielki wiek układu dowodzi, że planety mogą się formować już w ciągu pierwszych kilku milionów lat od powstania gwiazdy.
W 2014 β Pic b została pierwszą planetą pozasłoneczną, u której udało się zmierzyć ruch obrotowy, który wynosi około 25 tysięcy metrów na sekundę (90 tysięcy km/h); w porównaniu prędkość ruchu obrotowego Jowisza wynosi około 47 tysięcy km/h, a prędkość ruchu obrotowego Ziemi to niecałe 1700 km/h. Jeden dzień na planecie trwa w przybliżeniu 8,1 ± 1,0 godzin.

### Potencjalny tranzyt
W 1981 roku zostało zaobserwowane zjawisko, które zinterpretowano jako możliwy tranzyt planety przed tarczą gwiazdy Beta Pictoris; interpretacja ta długo była uznawana za wątpliwą. Wyznaczone do 2011 parametry orbity planety β Pic b nie przeczyły temu, żeby mogła ona przechodzić przed tarczą gwiazdy i takie zjawisko mogło mieć miejsce w 1981 roku. Dopiero późniejsze pomiary astrometryczne wykluczyły tranzyt, chociaż strefa Hilla tej planety przemieszcza się na tle gwiazdy i jeżeli Beta Pictoris b ma duże księżyce lub pierścienie, to mogą one tranzytować z punktu widzenia obserwatorów na Ziemi.
Przeprowadzona została międzynarodowa kampania obserwacyjna potencjalnego tranzytu. Koniunkcja planety z gwiazdą miała miejsce 13 września 2017, z dokładnością do 2,8 doby, tranzyt nie nastąpił.